# Mao Dun
Mao Dun pseudonimo di Shen Yen-ping (Wuzhen, 4 luglio 1896 – Pechino, 27 marzo 1981) è stato uno scrittore e critico letterario cinese.
Condusse fin da giovane la battaglia per il rinnovamento della società cinese, partecipando alla fondazione della Società degli studi letterari nel 1921 e fondando nel 1930 con altri letterati la Lega degli scrittori di sinistra.
Adottò inizialmente lo pseudonimo Mao Dun (矛盾), che significa "contraddizione"  per esprimere il suo pensiero sull'ideologia rivoluzionaria e contraddittoria della Cina degli anni Venti del secolo scorso. Per evitargli persecuzioni, un suo amico letterato firmava i suoi lavori con l'omofono Mao Dun (茅盾), che significa "paglia", nome con cui è noto ancora oggi.
La sua produzione letteraria è vastissima e spazia fra romanzi, poesie, racconti e saggi. Nel 1945 fondò a Shanghai la rivista Wen Lien (Unione letteraria) e nel 1946 divenne lettore di letteratura cinese in Unione Sovietica. Dopo la conquista del potere da parte dei comunisti, ricoprì altissime cariche politiche, fu Ministro della cultura cinese dal 1949 al 1965, e divenne anche direttore della Chinese litterature.

## Opere principali

### Le Novelle
- Rosa selvatica, del 1929
- Il Fumo e la nube raccolta, del 1937.

### Racconti
- La disillusione, del 1928.
- Tre persone che camminano, del 1931.
- Il negozio della Famiglia di Lin.
- Bachi da seta primaverili e le Altre Storie, del 1956.
- L'autunno.

### I romanzi
- Hong, del 1930.
- Mezzanotte, del 1933.
- Dando alla festa di poeta, del 1946.

### Le riflessioni
- I recenti lavori di Mao Dun, del 1980.
- Il Commento di Mao Dun sulla creatività, del 1980.

### Le raccolte di poesie
- Agenda viaggiante dell'URSS, del 1948.
- Parla sull'URSS, del 1949.

### Altre opere
- Huanmie, Dongyao, Zhaiqiu (pubblicati a puntate, dal 1927, riuniti più tardi come trilogia sotto il titolo Shih)
- Lu, del 1932.
- Tzu-Yeh, del 1933.
- Shih - Il cancro, del 1933.
- Zhongguo Di Yir, del 1936.
- Duojiao Quanxi, del 1937.
- Diyi Jieduande Gushi, del 1937.
- Fushi - la "Putrefazione".
- Jiehou Shiyi, del 1942.